# كأس هولندا السياحية 1990
كأس هولندا السياحية 1990 هو سباق دراجات نارية أقيم بتاريخ 30 يونيو 1990 في حلبة أسن تي تي. كان الجولة الثامنة من أصل 15 في سباق الجائزة الكبرى للدراجات النارية موسم 1990. فاز الأمريكي كيفن شوانتز بفئة 500 سي سي بينما جاء الأمريكي وين ريني في المركز الثاني وحصل على المركز الثالث الأمريكي إدي لوسون.

## وصلات خارجية
- الموقع الرسمي